# Jakob Lithman
Jakob Lithman, född 28 april 1611 i Nyköping, död 21 maj 1674, var en svensk ämbetsman.

## Biografi
Jakob Lithman föddes 1611 på Stenbro prästgård i Nyköping. Han var son till kyrkoherden Nicolaus Jacobi Bothniensis och Anna Börjesdotter. Lithman blev i januari 1627 student vid Uppsala universitet och i juni 1633 vid Rostocks universitet. Han blev 5 oktober 1641 borgmästare i örebro och 19 juni 1646 assessor i Göta hovrätt, med nådebefallning att så ställa sina sysslor, att han även kunde förestå borgmästartjänsten. Lithman var även från 1647 underlagman i Värmlands lagsaga. Han adlades 2 juni 1654 till Lithman och introducerades i Sveriges Riddarhus 1655 som nummer 648. Lithman blev senare vice lagman i Västergötland och på Dal. Han avled 1674 och begravdes i Örebro kyrka, där hans vapen sattes upp.

### Familj
Lithman gifte sig 6 januari 1639 med Brita Uppe (1617–1678), dotter till borgmästaren Arvid Bengtsson i Örebro och Ingeborg Olodsdotter. De fick tillsammans barnen Ingeborg Lithman som var gift med kamreren Jonas Österling, samt fyra söner och fyra döttrar.

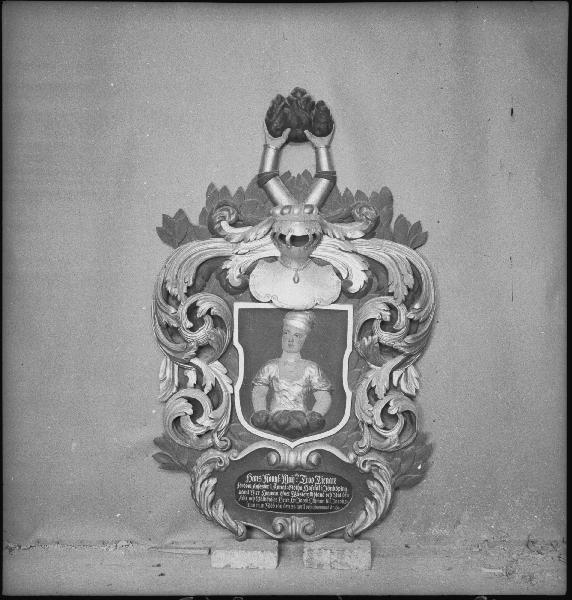
Jakob Lithman